# Marronnage (guide alpin)
Pour les articles homonymes, voir Marronnage.

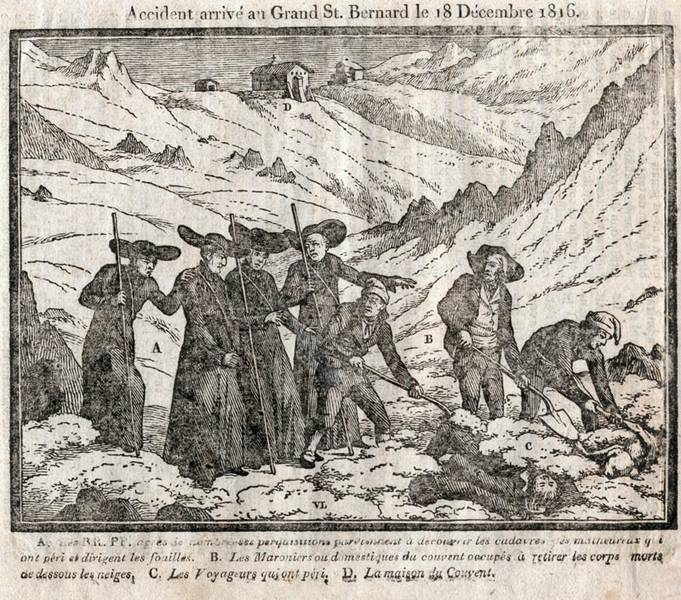
Le Messager Boîteux du 18 décembre 1816 reporte la nouvelle d'une avalanche au col du Grand-Saint-Bernard. Les hommes avec des pelles sont des marronniers en action.

Par le terme marron ou marronnier, on indique le prédécesseur du guide alpin, soit un professionnel qui, à partir du Moyen Âge, et sans doute dès l'an 1000, est investi du droit de marronnage, c'est-à-dire du droit d'accompagner des voyageurs dans les Alpes occidentales.

## Distribution
Les marronniers les plus cités en littérature sont ceux qui accompagnaient les voyageurs provenant du col du Grand-Saint-Bernard vers Aoste, le long de la vallée du Grand-Saint-Bernard. Au musée de la Société des guides de Courmayeur on retrouve cependant des témoignages de guides à mulet dans le Valdigne, chargés d'accompagner des voyageurs anglais et des membres de la maison de Savoie lors de leurs ascensions à la montagne.

## Description
Le marronnage a été pratiqué dans plusieurs cols alpins, malgré le fait que cette pratique soit peu documentée. Des marrons sont cités dans le haut Moyen Âge sur le col du Mont-Cenis.

## Histoire
Le marronnage naît entre l'an 1000 et le XIIe siècle. Une franchise est octroyée en 1273 par la maison de Savoie dans la vallée du Grand-Saint-Bernard, dénommée Viérie du Mont Joux, selon le nom utilisé localement pour définir le col du Grand-Saint-Bernard. Ces conditions impliquaient que les membres de la famille royale avaient le droit d'être hébergés gratuitement lors de leurs voyages dans les villages jouissant des franchises, et que les habitants devaient accueillir les pèlerins qui parcouraient la via Francigena, et pouvaient également demander un droit de passage sous forme de marchandises ou d'argent.
Les marronniers de la vallée du Grand-Saint-Bernard provenaient surtout de Saint-Rhémy-en-Bosses et d'Étroubles.
À partir de 1650, les marronniers du Grand-Saint-Bernard commencent à entraîner les saint-bernards en tant qu'hospitaliers de l'Hospice du Grand-Saint-Bernard.
En 1786, Horace-Bénédict de Saussure décrit le travail des marronniers, parfois accompagnés et aidés par les chanoines du Grand-Saint-Bernard.

« Mais c'est surtout en hiver & au printemps que leur zele est le plus méritoire , parce qu'il les expose alors à de grandes peines & à de très-grands dangers. Dès le mois de Novembre , jusqu'au mois de Mai, un domestique de confiance, qui se nomme le Maronnier, va jusqu'à la moitié de la descente au-devant des voyageurs, accompagné d'un ou deux grands chiens, qui sont dressés à reconnoître le chemin dans les brouillards , dans les tempêtes & les grandes neiges, & à découvrir les passagers qui se sont égarés. Souvent les religieux remplissent eux-mêmes cet office pour donner aux voyageurs des secours temporels & spirituels : ils volent à leur aide toutes les fois que le Maronnier ne peut pas seul suffire à les sauver; ils les conduisent, les soutiennent , quelquefois même les rapportent sur leurs épaules jusques dans le couvent. Souvent ils sont obligés d'user d'une espece de violence envers les voyageurs, qui, engourdis par le froid & épuisés par la fatigue, demandent instamment qu'on leur permette de se reposer ou de dormir un moment sur la neige; il faut les secoues, les arracher de force à ce sommeil perfide qui les conduiroit infailliblement à la congélation & à la mort.(Horace-Bénédict de Saussure) »

Le rôle des marronniers dans la région du Grand-Saint-Bernard est tellement important, que le roi Victor-Emmanuel II de Savoie décide, en 1658, qu'ils sont exemptés des obligations du service militaire, en les proclamant ainsi soldats de la neige, qui gardent les mêmes fonctions, mais deviennent plus strictement organisés et soumis à l'autorité des syndics. En vertu de cette décision, à partir de 1782, les marronniers de Saint-Rhémy-en-Bosses n'ont pas prêté le service militaire jusqu'à la Première Guerre mondiale.
Le corps des Soldats de la neige a été supprimé en 1927.

## Hommage
Une place à Aoste, située dans le quartier Cogne, est dédiée à la mémoire des Soldats de la neige.